# Rozmowa nowa niektórego Pielgrzyma z Gospodarzem o niektórych cerymoniach kościelnych
Rozmowa nowa niektórego Pielgrzyma z Gospodarzem o niektórych cerymoniach kościelnych, jako o pogrzebie, o krzyżu, o Salve, o czyścu, o świecach, o karach i inszych pompach. Przeciw Luteryjanom i inszym przeciwnikom wiary krześcijańskiej. Wszelkiemu człowiekowi ku wiedzeniu potrzeba i pożyteczna – religijny dialog polemiczny Stanisława ze Szczodrkowic Morawickiego, wydany w Krakowie w 1549.
O autorze dzieła brak bliższych informacji. Utwór pisany jest z pozycji katolickich i odnosi się do zarzutów stawianych przez przedstawicieli reformacji (głównie luteran), zwłaszcza do dialogu Student, przypisywanego Janowi Seklucjanowi.
W dialogu do Gospodarza przychodzi zdrożony Pielgrzym i prosi o nocleg. Gospodarz, którego od dawna niepokoją nowinki religijne i krytyka kościelnych ceremonii, postanawia zasięgnąć rady u Pielgrzyma jako człowieka bywałego w świecie. Pielgrzym udziela odpowiedzi. W utworze dominują dłuższe wypowiedzi Pielgrzyma, przetykanie krótkimi pytaniami Gospodarza.